# بول (والد موريكيوس)
بول (باللاتينية: Paulus)‏; (باليونانية: Παύλος)‏ (توفي عام 593) هو والد الإمبراطور البيزنطي موريكيوس. شغل منصب رئيس مجلس الشيوخ البيزنطي. وينحدر من روما القديمة.

## خلفية
وفقًا إلى إفاغريوس سكولاستيكوس، يمكن تتبع نسب موريكيوس وعائلته من " روما القديمة". ولد الإمبراطور المستقبلي في أرابيسوس، كابادوكيا. كان مسقط رأس العائلة بالقرب من البستان الحديثة. كانت المدينة غير مهمة نسبيًا لعدة قرون. لقد زاد جستينيان الأول من أهميتها، وحولها إلى مركز تجنيد ومنطقة انطلاق لقواته. كانت جزءًا من طريق عسكري يبدأ من قيصرية مزاكا (قيصرية الحديثة) ويمتد إلى كومانا وملطية.